# Ol Doinyo Eburru
L'Ol Doinyo Eburru est un volcan faisant partie d'un complexe de volcans actifs de la vallée du Grand Rift, au Kenya, situé au nord-ouest du lac Naivasha. Il est exploité pour l'énergie géothermale.
Le Conservatoire de Soysambu (en) est situé au nord du volcan, entre le lac Elmenteita, à l'est, et le lac Nakuru à l'ouest.

## Géologie
Eburru fait partie d'un groupe de volcans qui comporte aussi le mont Suswa, le mont Longonot, l'Olkaria, le mont Elmenteita et le volcan Menengai. Il est séparé de l'Olkaria par la plaine d'Akira.
La marge orientale du rift est, en cet endroit, couverte par du tuf trachytique, souvent de l'ignimbrite, et de quelques laves trachytiques. La frange occidentale est couverte par des ponces trachytiques et pantelleritiques et des cendres volcaniques éjectées par l'Eburru.

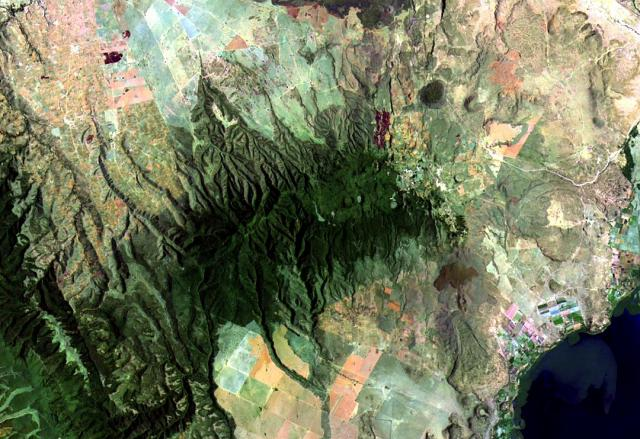
Image Landsat d'Eburru. Le lac Naivasha se situe en bas à droite. Les laves des Elmenteita Badlands sont en haut, au centre.

L'Ol Doinyo Eburru s'élève de 980 m au-dessus du niveau de la base du rift. Il s'est développé en trois étapes. Les structures de la première étape, à l'ouest, sont désormais enfouies à l'exception de quelques petits affleurements de lave pantelleritique. La deuxième étape a mené à la formation de la crête Waterloo, épaisse de 19,5 km, sur le versant oriental du volcan. Ces roches pyroclastiques proviennent d'une série d'éruptions trouvant leur origine dans une faille. La troisième étape crée des cratères, de petits cônes et dômes ainsi que des flux de lave. Le sommet présente plus de cinquante cratères faisant de 200 mètres à 1,25 kilomètre de diamètre. Les lapilli de pierre ponce et les lits de cendre couvrent la majeure partie du volcan ainsi que l'épaulement occidental du rift. Les formations les plus récentes n'ont pas plus de quelques centaines d'années.
L'Ol Doinyo Eburru se présente de nos jours sous forme d'une crête érodée, orientée globalement est-ouest. Le complexe volcanique couvre 470 km2. Il présente deux sommets, Eburru hill et West hill. Des cratères récents se trouvent dans la partie orientale de la crête. Le flanc oriental présente des dômes rhyolitiques, créés probablement à l'Holocène, qui ne sont que partiellement recouverts par la végétation. Des fumerolles s'échappent un peu partout des cônes de scories et des cratères répartis tout au long de la faille du complexe volcanique.

## Géothermie
En octobre 2009, Geothermal Development Associates annonce avoir signé un contrat avec KenGen pour concevoir, fournir et exploiter un puits géothermal et une usine de fourniture d'électricité à Eburru. L'usine comprendra une turbine de 2,5 MW. Le potentiel d'Eburru est estimé à 20 MW.

## Archéologie
Le volcan est éponyme d'une culture lithique du Later Stone Age, l'Eburrien.